# Crysis 3
Crysis 3 là một game bắn súng góc nhìn thứ nhất được Crytek phát triển và Electronic Arts phát hành cho Microsoft Windows, PlayStation 3 và Xbox 360 vào năm 2013. Đây là phần chính thứ ba của dòng game Crysis, phần tiếp theo của Crysis 2 năm 2011. Phần chơi mạng của game được phát triển bởi Crytek UK. Câu chuyện của Crysis 3 xoay quanh Prophet, một người nắm giữ Nanosuit đang thực hiện nhiệm vụ trả thù Alpha Ceph, thủ lĩnh của tộc người ngoài hành tinh Ceph. Câu chuyện của game đóng vai trò là sự kết thúc của bộ ba Crysis. Lối chơi xoay quanh việc sử dụng Nanosuit, nơi cung cấp cho người chơi nhiều khả năng khác nhau như vô hình. Các tính năng mới được giới thiệu trong Crysis 3 bao gồm một khả năng Nanosuit mới có tên là "Rip & Throw", loại cung phức hợp và tính năng "hacking", cho phép người chơi hack vào thiết bị, máy bay không người lái và tuyến phòng thủ an ninh của kẻ địch.
Trò chơi lấy bối cảnh thành phố New York hậu tận thế vào năm 2047, 24 năm sau sự kiện của Crysis 2, trong nỗ lực kết hợp cảnh quan đô thị của Crysis 2 và khung cảnh rừng rậm của Crysis đầu tiên. Trò chơi giới thiệu "Seven Wonders" (Bảy Kỳ quan), với mỗi kỳ quan có bố cục chiến thuật và cảnh quan độc đáo riêng. Do những phàn nàn về tính tuyến tính của Crysis 2, những màn chơi trong game đã được mở ra để cho người chơi tự do hơn. Nhóm phát triển cũng nỗ lực tạo ra một câu chuyện giàu cảm xúc hơn và nhân vật chính của câu chuyện được lấy cảm hứng từ nhân vật chính của bộ phim District 9. Trò chơi được phát triển bởi một nhóm gồm 100 người trong chu kỳ phát triển 23 tháng. Crytek UK đã phát triển phần chơi mạng của game.
Chính thức được công bố vào tháng 4 năm 2012, Crysis 3 đã nhận được những đánh giá tích cực khi phát hành. Khen ngợi nhắm vào việc lựa chọn và tùy chỉnh vũ khí, menu, hình ảnh và nhiều người chơi, trong khi nó bị chỉ trích vì câu chuyện, thiết kế cấp độ, độ dài và cơ chế lỗi thời so với người tiền nhiệm. Với ngân sách 66 triệu đô la, trò chơi đã bán được 205.000 bản trong tháng đầu tiên và trở thành một thất bại thương mại cho Electronic Arts. Trò chơi này sau đó đã được đưa vào The Crysis Trilogy, một bản gộp được phát hành vào tháng 2 năm 2014.

## Lối chơi

Một ảnh chụp màn hình của trò chơi. Ảnh chụp màn hình cho thấy Prophet đang sử dụng cung phức hợp của mình, một trong những vũ khí mới được giới thiệu trong Crysis 3.

Tương tự như các game trước đó trong sê-ri Crysis, Crysis 3 thuộc thể loại bắn súng góc nhìn thứ nhất. Người chơi điều khiển Prophet khi anh ta đi qua Thành phố New York để đánh bại Ceph, một chủng tộc ngoài hành tinh tiến bộ về công nghệ. Xuyên suốt game, người chơi có thể trượt, chạy nước rút, nhảy và cúi người. Khi gặp kẻ địch, người chơi có thể đánh bại chúng bằng cách sử dụng súng hoặc cung phức hợp, tận dụng chất nổ như lựu đạn và C4 hoặc bằng cách đánh cận chiến. Thực hiện một số động tác nhất định chiếm năng lượng từ Nanosuit, bộ giáp được Prophet mặc. Một số khả năng không có sẵn để người chơi thực hiện hoặc sử dụng nếu năng lượng của Nanosuit quá thấp; phải đợi cho đến khi năng lượng được nạp đầy lại. Do đó, người chơi có nhiệm vụ phải xoay xở khéo léo trong quá trình sử dụng năng lượng. Trí thông minh nhân tạo của trò chơi đã được cập nhật cho phép đối phương phản ứng nhanh hơn trước các cuộc tấn công của người chơi. Quân địch có thể che chở khi bị tấn công và sử dụng chiến lược để tương trợ lẫn nhau chống lại các cuộc tấn công.
Nanosuit cho phép người chơi xác định cấp độ đe dọa và vũ khí do đối phương nắm giữ. Người chơi có thể gắn thẻ địch và vật phẩm bằng cách kích hoạt tấm che mặt và dễ dàng phát hiện kẻ thù bằng cách sử dụng Nano-Vision, giúp phát hiện thân nhiệt của cả quân địch và đồng minh. Số màn chơi có kết thúc mở hơn so với trong Crysis 2. Người chơi được tự do hơn và có thể chọn phong cách chơi dựa trên đối đầu trực tiếp hoặc cách tiếp cận kín đáo và lén lút hơn để đối phó với địch và hoàn thành mục tiêu của mình. Không có cách nào để đánh bại bảy cấp độ của trò chơi. Thay vào đó, người chơi có thể thực hiện các tuyến đường thay thế khác nhau để đạt được mục tiêu của mình.
Người chơi có thể chiến đấu chống lại kẻ thù sử dụng một loạt các vật dụng và vũ khí, và bằng cách sử dụng các khả năng do Nanosuit cấp. Bằng cách dùng áo choàng tàng hình để trốn tránh kẻ thù, ngăn mình khỏi bị phát hiện hoặc thực hiện các cuộc triệt phá thầm lặng. Nanosuit còn có chế độ áo giáp, giúp giảm lượng sát thương gây ra, đổi lại tốc độ di chuyển chậm hơn. Vũ khí mới được giới thiệu trong Crysis 3, chẳng hạn như cung phức hợp. Người chơi có thể sử dụng cung trong khi ở chế độ áo choàng. Khi sử dụng các loại súng khác, áo choàng bị phá vỡ và không thể hoạt động được nữa cho đến khi nó nguội đi. Mũi tên được người chơi thu thập sau khi sử dụng. Người chơi có thể hack vào công nghệ của đối phương, một trong những tính năng mới của trò chơi. Ngoài ra, người chơi có thể hack mã bảo mật, hộp vũ khí, công nghệ Ceph, mìn, laser và tháp pháo, tất cả đều được sử dụng để chiến đấu chống lại kẻ địch.
Người chơi cũng có thể nâng cấp và tùy chỉnh vũ khí và Nanosuit, thay đổi các loại trang bị đính kèm và đạn cho vũ khí của mình. Chẳng hạn, người chơi có thể thay đổi giữa mũi tên nổ và mũi tên điện cho cây cung của mình. Nanosuit có thể được nâng cấp bằng cách thu thập các mô-đun nâng cấp phù hợp khác nhau nằm rải rác trên khắp thế giới. Những nâng cấp này có thể tăng các thuộc tính của bộ đồ và tăng cường hoặc mở khóa các khả năng mới cho người chơi xuyên suốt game.

### Chơi mạng
Lối chơi vẫn tương tự khi chơi nối mạng. Không giống như chiến dịch chơi đơn, khi người chơi chạy nước rút hoặc tăng cường giáp trong chế độ nhiều người chơi, nó không sử dụng bất kỳ năng lượng nanosuit nào. Có 8 mục chơi khác nhau, với tổng số 12 bản đồ có sẵn để chơi. Các mục này bao gồm Team Deathmatch, Deathmatch, Crash Site / Spears, Capture the Relay / Extraction, Hunter, Assault, Cell Vs Rebel, Developers Choice, Maximum Team Deathmatch và Maximum Deathmatch. Rải rác trên mỗi bản đồ là những vũ khí ngoài hành tinh đặc biệt với đạn khan hiếm và dễ được những người chơi nhặt được. Người chơi cũng có một khả năng thụ động mới gọi là Rip and Throw, trong đó họ tương tác với các vật thể môi trường để tạo ra chướng ngại vật cho người chơi đối địch và lợi thế chiến thuật cho chính mình. Khả năng tương tác với môi trường này được nhà phát hành EA đẩy mạnh. Một hệ thống tiêu diệt tinh tế được giới thiệu trong Crysis 3, cho phép người chơi nhận phần thưởng bằng cách giết người chơi đối địch đồng thời trong khi thu thập thẻ chó của họ. Hệ thống tiêu diệt tinh tế này liên quan đến việc thu thập thẻ chó bị rơi ra khỏi người chơi đối địch khi bị giết. Các đặc quyền (perk) thu được từ điều này thay đổi từ màn này sang màn nọ. Chúng bao gồm Maximum Radar, Swarmer, Gamma Burst, EMP và Maximum Nanosuit, làm lộ vị trí của người chơi đối địch trên bản đồ mini.
Ngoài các mục chơi mạng truyền thống ra, một chế độ nhiều người chơi mới, chế độ Hunter, được giới thiệu trong game. Đây là chế độ nhiều người chơi phi đối xứng, điều này làm hài lòng hai đội người chơi, chơi với tư cách là thợ săn hoặc quân lính từ CELL, đối đầu với nhau. Ba lớp CELL được trang bị vũ khí hoàn toàn khác nhau, và đánh bại quân lính hồi sinh như thợ săn và phải đánh bại đồng đội cũ của mình. Thợ săn được trang bị nanosuit và áo choàng vô hạn, cũng như Hunter Bow, cho phép thợ săn bắn trong khi họ bị che đậy. Các thợ săn cũng có quyền tiếp cận đầu bịt mũi tên Thermite Arrow và CELL có nhiều chất nổ và vũ khí khác nhau tùy thuộc vào loại được chọn. Phiên bản PC của trò chơi có thể chứa tối đa 16 người chơi, trong khi các phiên bản console chỉ có thể hỗ trợ 12 người chơi.

## Đón nhận
Crysis 3 nhận được đánh giá tích cực từ giới phê bình. Trang web tổng hợp kết quả đánh giá Metacritic đã chấm cho phiên bản Xbox 360 số điểm 76/100, phiên bản PlayStation 3 số điểm 77/100 và phiên bản PC số điểm 76/100. Hình ảnh và đồ họa của trò chơi được các nhà phê bình đánh giá cao. Christian Donlan của Eurogamer đã ca ngợi tốc độ khung hình ổn định của trò chơi. Hơn nữa, ông coi thiết kế môi trường của trò chơi là "tinh xảo". Matthew Rorie của GameSpy nghĩ rằng trò chơi thật ấn tượng. Ông hoan nghênh nhóm nghiên cứu tại Crytek vì đã tạo ra một môi trường "vừa đẹp một cách lạ lùng vừa thiếu thân thiện". Matt Bertz của Game Informer thì khen ngợi phần hình ảnh được cung cấp bởi CryEngine, và coi trò chơi này là một trong những game đẹp nhất từng được tạo ra. Ông đặc biệt ca ngợi môi trường thực tế, hiệu ứng nước và diễn hoạt khuôn mặt của nhân vật. Kevin VanOrd của GameSpot cũng ca ngợi sự pha trộn giữa môi trường đô thị đã mục nát và rừng nhiệt đới, nói rằng nó làm cho trò chơi trở nên nổi bật khi nhìn vào.
Khâu thiết kế trong game được đánh giá bởi các nhà phê bình khác nhau. Donlan coi sự hỗ trợ tính năng tàng hình trong game là một bổ sung đáng hoan nghênh, mặc dù gọi màn cuối cùng của trò chơi là một trải nghiệm đáng quên. Rorie ca ngợi thiết kế bản đồ của game; ông cho rằng những màn chơi mở khuyến khích sự khám phá. Bertz cho rằng thế giới trong game đã chiếm được thành công sự cân bằng giữa những bối cảnh của người tiền nhiệm và các màn chơi lớn hơn cho phép người chơi triển khai chiến lược trước khi thực hiện các cuộc tấn công. Ông nói thêm rằng một số nhiệm vụ tốt nhất đã được giới thiệu trong giai đoạn sau của game. Tristan Ogilvie của IGN nghĩ rằng cơ chế điều khiển gần như hoàn hảo, mặc dù chỉ trích sự điều khiển vụng về của một số phân khúc đòi hỏi người chơi lái khí tài. VanOrd chỉ trích game này quá dễ cho người chơi thưởng thức.
Phần trực tuyến nhiều người chơi của game nhận được đánh giá tích cực từ các nhà phê bình. Josh Harmon của Electronic Gaming Monthly nghĩ rằng mục chơi mạng của game tốt hơn phần chơi chiến dịch và điều đó làm cho trải nghiệm tổng thể trở nên thú vị hơn. Donlan ca ngợi chế độ Hunter; ông tin rằng nó đã mang lại một trải nghiệm căng thẳng. Bertz lặp lại những suy nghĩ tương tự, nhưng cảm thấy rằng sự hấp dẫn của chế độ không tốt bằng các chế độ thông thường như Domination. Đồng thời, ông chỉ trích hệ thống hồi sinh trong phần chơi mạng và khâu thiết kế địa hình. Lorenzo Veloria của GamesRadar nghĩ rằng một số mục chơi là độc nhất và mang tính giải trí, mặc dù lưu ý một số vấn đề kỹ thuật. Michael Rougeau của Complex  chỉ trích chế độ Hunter, gọi nó là "không cân bằng". Ông tiếp tục chỉ trích trò chơi vì thiếu chế độ nhiều người chơi cộng tác. David Hinkle của Joystiq cũng lưu ý một số lỗi thiết kế trong chế độ Hunter.

### Doanh số
Trong tuần phát hành đầu tiên và tiếp theo, Crysis 3 là tựa game bán lẻ bán chạy nhất ở Anh, theo sát với Metal Gear Rising: Revengeance. Nó đã bán được 205.000 bản trong 12 ngày tại Bắc Mỹ trong tháng đầu tiên. Tựa game này, cùng với Dead Space 3, một tựa game EA khác được phát hành cùng tháng, đã không đáp ứng được kỳ vọng doanh số của công ty. Cevat Yerli, CEO của Crytek, cũng thất vọng vì doanh số của Crysis 3. Tuy nhiên, ông coi Crysis 3 là tựa game hay nhất mà studio này đã sản xuất cho đến nay.